# Lista chorążych reprezentacji Azerbejdżanu na igrzyskach olimpijskich
Lista chorążych reprezentacji Azerbejdżanu na igrzyskach olimpijskich – lista zawodników i zawodniczek reprezentacji Azerbejdżanu, którzy podczas ceremonii otwarcia nowożytnych igrzysk olimpijskich nieśli flagę Azerbejdżanu.

## Chronologiczna lista chorążych

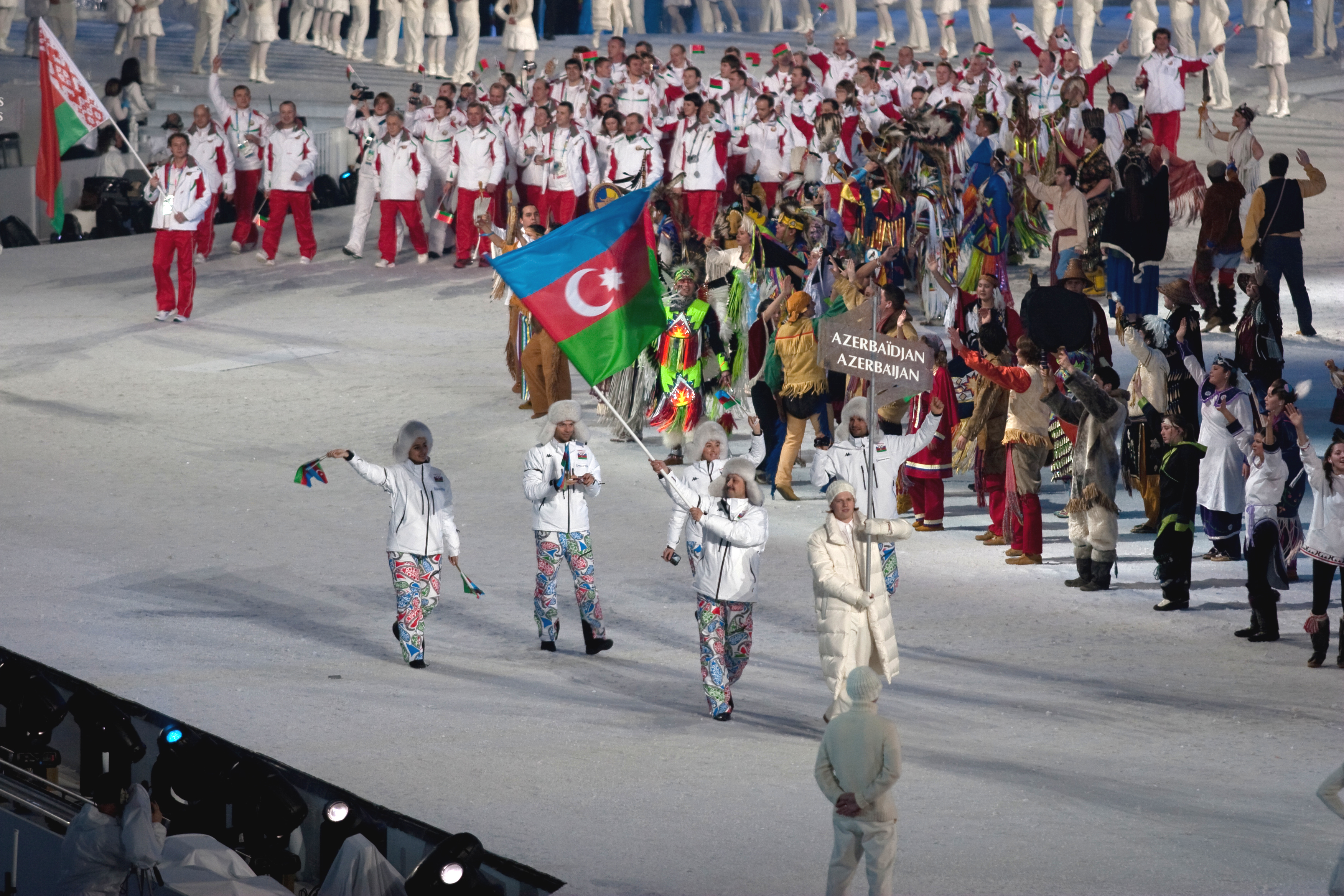
Reprezentacja Azerbejdżański podczas ceremonii otwarcia Zimowych Igrzysk Olimpijskich w Vancouver (chorąży Fuat Guliyev)

| Lp. | Rok i miejsce        | Chorąży          | Dyscyplina            |
| --- | -------------------- | ---------------- | --------------------- |
| 1   | 1996, Atlanta        | Nazim Hüseynov   | Judo                  |
| 2   | 1998, Nagano         | Julija Worobjowa | Łyżwiarstwo figurowe  |
| 3   | 2000, Sydney         | Namiq Abdullayev | Zapasy                |
| 4   | 2002, Salt Lake City | Siergiej Ryłow   | Łyżwiarstwo figurowe  |
| 5   | 2004, Ateny          | Nizami Paşayev   | Podnoszenie ciężarów  |
| 6   | 2006, Turyn          | Igor Łukanin     | Łyżwiarstwo figurowe  |
| 7   | 2008, Pekin          | Fərid Mənsurov   | Zapasy                |
| 8   | 2010, Vancouver      | Fuat Guliyev     |                       |
| 9   | 2012, Londyn         | Elnur Məmmədli   | Judo                  |
| 10  | 2014, Soczi          | Patrick Brachner | Narciarstwo alpejskie |
| 11  | 2016, Rio de Janeiro | Teymur Məmmədov  | Boks                  |
| 12  | 2018, Pjongczang     | Patrick Brachner | Narciarstwo alpejskie |
| 13  | 2020, Tokio          | Fəridə Əzizova   | Taekwondo             |
| 13  | 2020, Tokio          | Rüstəm Orucov    | Judo                  |